# 展示会商法
展示会商法（てんじかいしょうほう）とは、チラシ、電話、街頭での宣伝などで「展示会」と称して、客を展示会場に誘い込んで商品を展示販売させるやり方をいう。
商品は、絵画、着物、宝石など高額なものが多く、このためクレジットやローンによる購入となることが多い。異性の販売員が担当となることが多く、なかなか購入しない場合、ほかの担当が現れ2名以上の多人数で商品を勧められることが多い。中には異性に対する好意を利用する場合（デート商法）もある。契約締結後、家族や身近な人には決して口外しないように念を押されることが多く、これはクーリングオフ期間中の契約を解除をさせないのが目的である。
比較的自由になるお金を持ち、裕福そうな人や社会経験のない18歳〜20代の若者、判断能力が不十分な知的障がい者がターゲットとされる傾向が強い。 
2022年4月1日の民法改正で成人年齢が18歳に引き下げられ、新成人である高校3年生が展示会商法のターゲットとされることが懸念されている。

## 消費者保護
展示会商法は特定商取引に関する法律の規制を受ける場合が多く、クーリングオフ制度等の消費者保護制度の適用があるものが多い。